# 야마다촌 (도야마현 네이군)
야마다촌(山田村)은 도야마현 네이군에 설치되었던 촌이다. 현재의 도야마시에 해당한다.
2005년 4월 1일에 가미니카와 군 오사와노 정, 오야마 정, 후추 정, 야쓰오 정, 호소오리 촌과 합병해 도야마 시가 되었다.
가정에서의 퍼스널 컴퓨터 및 인터넷 보급률이 일본 제일이어서 '전뇌촌'으로 불렸다.

## 역사
- 1889년 4월 1일 - 정촌제를 실시하였다.
- 1996년 7월 - 개인용 컴퓨터를 마을 내의 희망하는 전 세대에 무료로 대여하는 것을 시작하였다.
- 2005년 4월 1일 - 도야마시. 가미니카와 군 오사와노 정, 오야마 정, 후추 정, 야쓰오 정, 호소오리 촌이 합병해 도야마시가 되었다.

## 교통

### 도로
주요 지방도
- 도야마 현도 25호
- 도야마 현도 35호
- 도야마 현도 59호

일반도로
- 도야마 현도 133호
- 도야마 현도 222호
- 도야마 현도 224호
- 도야마 현도 346호

버스
- 도야마 지방 철도